# Kirchliche Sammlung um Bibel und Bekenntnis
Die Kirchliche Sammlung um Bibel und Bekenntnis ist ein konservativ-lutherischer Zusammenschluss, der in verschiedenen Landeskirchen der EKD aktiv ist.
Als Grundlagen gelten der Organisation die Bibel und die Lutherischen Bekenntnisschriften. Sie sieht die evangelisch-lutherischen Landeskirchen in Gefahr, „sich davon immer weiter zu entfernen und ihre elementaren Glaubensinhalte dem Zeitgeist zu opfern“. Die EKD sieht die Sammlung als Teil der Bekenntnisbewegung.
Leiter der Kirchlichen Sammlung in Bayern war 23 Jahre der 2014 verstorbene Sohn von Walter Künneth, Friedrich-Wilhelm Künneth.

## Position und Einordnung
Die Vereinigung wird in der kirchenunabhängigen Presse als Randgruppe bezeichnet. Sie setzte sich in den 60er Jahren gegen Kritik an der Kindstaufe ein. Die Sammlung ist der Meinung, in der Evangelischen Kirche Deutschlands gebe es kein verbindliches Bibelverständnis mehr. Als Beispiel wird das Pfarrdienstgesetz der EKD, das das Zusammenleben von homosexuellen Geistlichen im Pfarrhaus ermöglicht, angeführt. Die Bewegung teilt diese Position nicht. Kritisiert wird eine angeblich unzureichende Christusorientierung der evangelischen Kirche, etwa in der Infragestellung der Botschaft von Kreuz und Auferstehung Jesu. Die Gruppierung wendet sich gegen die „Bibel in gerechter Sprache“ und forderte in diesem Zusammenhang den Rücktritt von Lübecks Bischöfin Bärbel Wartenberg-Potter.
Zu Unterscheiden von den Kirchlichen Sammlungen um Bibel und Bekenntnis sind die Evangelischen Sammlungen um Bibel und Bekenntnis, die es in der württembergischen und berlin-brandenburgischen Landeskirche gibt bzw. und die sich weniger stark auf das lutherische Bekenntnis berufen.

## Walter-Künneth-Preis
Der bayerische Zweig der Vereinigung vergibt den Walter-Künneth-Preis. Er geht an Persönlichkeiten und Werke, „die sich auf biblischer Basis um die Bewahrung und Verbreitung des christlich-reformatorischen Erbes in Theologie, Verkündigung, Diakonie und Gesellschaft verdient gemacht haben“.

## Bekannte Mitglieder (Auswahl)
- Karl Hauschildt
- Joachim Heubach
- Ekkehard Hieronimus
- Ulrich Rüß

## Webseiten von Sektionen der Bewegung
- Die Kirchliche Sammlung um Bibel und Bekenntnis in der Ev.-Luth. Kirche in Norddeutschland e.V.
- Kirchliche Sammlung um Bibel und Bekenntnis Bayern